# Cartoon KAT-TUN II You
Cartoon KAT-TUN II You – drugi album japońskiej grupy KAT-TUN wydany 18 kwietnia 2007 przez J-One Records. Album został zrealizowany tylko przez pięciu członków zespołu; Jin Akanishi w trakcie nagrywania albumu wziął urlop naukowy, aby móc studiować po drugiej stronie oceanu. Album został wydany w trzech edycjach: regularnej (zawierającej 14 utworów), First Press (oprócz 14 utworów zawierającej 40-stronicowy album ze zdjęciami) oraz limitowanej (zawierającej drugą płytę CD z dodatkowymi siedmioma utworami, lecz bez utworu „YOU” wydanego na edycji regularnej oraz First Press).

## Produkcja
Album został nagrany i wyprodukowany w Tokio oraz Englewood (New Jersey). Produkcją utworów na albumie zajęli się ponownie pracownicy Johnny's Entertainment, m.in. ma-saya („SIGNAL” i „Splash...”), Kazumasa Oda („Bokura no Machi de”) oraz Yoji Kubota („Movin on...” razem z Nao Tanaka oraz „Heartbreak Club”). Takizawa Hideaki, członek grupy Tackey & Tsubasa skomponował muzykę do piosenki „My Angel, You Are Angel”. Piosenka „Peak” została użyta w reklamie serii telefonów NTT DoCoMo's 903iTV które promował Kazuya Kamenashi.

## Wydanie albumu
W pierwszym tygodniu od wydana album Cartoon KAT-TUN II You został sprzedany w Japonii w liczbie 270 976 egzemplarzy. Album zadebiutował na 1. miejscu listy Oricon i utrzymał się tam przez 3 tygodnie, zanim wypadł z notowania.
Grupa została nagrodzona sześcioma nagrodami na 21st Japan Gold Disc Award za single „SIGNAL” i „Bokura no Machi de”.

## Single
- „SIGNAL” — pierwszy singel z albumu, w którego promocji brał jeszcze udział Jin Akanishi. Zadebiutował na 1. miejscu listy Oricon z liczbą 450 752 sprzedanych egzemplarzy w pierwszym tygodniu. Singel utrzymał się na szczycie listy przez 7 tygodni i sprzedał się w liczbie 566 233 sprzedanych kopii. Wydawnictwo pokryło się podwójną platyną przyznaną przez RIAJ i stało się najlepiej sprzedającym singlem roku 2006.
- „Bokura no Machi de” — drugi singel wydany w grudniu 2006. Stał się on trzecim singlem zespołu, który dotarł na 1. miejsce listy Oricon. W pierwszym tygodniu sprzedał się w liczbie 410 103 egzemplarzy i łącznie w liczbie 558 491 kopii zanim wypadł z listy notowań.

## Lista utworów
Edycja regularna i 1st Press
1. „Signal” (ma-saya, Joey Carbone, Lisa Huang, AKIRA, JOKER) – 3:37
2. „Peak” (Buduo Koike, Ayumi Miyazaki) – 4:13
3. „Splash...” (ma-saya, DoiToki, Seikou Nagaoka) – 4:59
4. „Bokura no Machi de (jap. 僕らの街で)” (Kazumasa Oda) – 4:42
5. „Make U Wet”1 (JOKER, silvertongue, AKIRA) – 3:06
6. „Key of Life”2 (Yuichi Nakamaru, Nao Tanaka) – 4:06
7. „Lost”3 (Tatsuya Ueda, Ayumi Miyazaki) – 4:13
8. „Jumpin' Up” (Ami, Shoichirou Hirata, Masayuki Iwata, JOKER) – 4:17
9. „Samurai*Love*Attack (jap. サムライ☆ラブ☆アタック)” 4 (Anchang, ha-j) – 3:58
10. „Freedom” (Gota Nishidera, Makihiko Araki) – 4:42
11. „Someday for Somebody”5 (H.U.B., Koutaro Egami, Seikou Nagaoka) – 4:21
12. „Movin' On” (Yoji Kubota, Nao Tanaka, JOKER) – 4:09
13. „Utai Tsuzukeru Toki (jap. うたいつづけるとき)” (Narumi Yamamoto, Satomi Narumoto, Seikou Nagaoka) – 5:28
14. „YOU”6 (kenko-p, SAKOSHIN, CHOKKAKU, JOKER) – 4:26

 1 2 3 4 5 Koki Tanaka, Yuichi Nakamaru, Tatsuya Ueda, Junnosuke Taguchi i Kazuya Kamenashi – solówki w ww. kolejności.
6 tylko regularna i limitowana edycja.
CD 2 (dostępne tylko w ramach limitowanej edycji)
1. „Freeze (jap. フリーズ)” (kenshin, Kaori Niimi, Joey Carbone, Anthony Mazza, ha-j, Taku Yoshioka) -3:06
2. „Love or Like” (Jin Akanishi, SPIN, AKIRA) – 4:06
3. „Fight All Night” (ATOZI Makoto, LaVenDer, Masaya Suzuki, JOKER, Tomohisa Yamashita) – 2:29
4. „Heartbreak Club” (Yoji Kubota, Arata Tanimoto, CHOKKAKU) – 4:18
5. „My Angel, You are Angel” (TAKESHI, Hideaki Takizawa, Hiroshi Shinkawa) – 4:15
6. „No Matter Matter (jap. ノーマター・マター)” (Ayumi Miyazaki, Hideyuki „Daichi” Suzuki, JOKER, YUCCI) – 3:51
7. „Peacefuldays” (Akio Shimizu) – 4:15